# 岡村次郎
岡村 次郎（おかむら じろう、1966年〈昭和41年〉2月25日 - ）は、日本の建設・国土交通技官。北陸地方整備局長を経て、水管理・国土保全局長。

## 経歴
奈良県出身。1990年 (平成2年) 東京大学大学院工学系研究科修了。同年4月 建設省採用。1997年4月 関東地方整備局河川部河川計画課長、1999年4月 厚生労働省衛生局水道環境部水道整備課課長補佐、2001年1月 健康局水道課長補佐、同年4月 国交省河川局河川計画課河川計画調整室課長補佐、2004年4月 関東地方整備局荒川下流河川事務所長、2011年4月 水管理･国土保全局砂防部保全課海洋開発官、2012年4月 同局治水課河川整備調整官、2013年4月 同課事業監理室長、2016年6月 中部地方整備局企画部長、2017年7月 水管理・国土保全局河川計画課長、2018年7月 大臣官房技術調査課長、2020年 (令和2年) 7月 北陸地方整備局長。
2022年6月 水管理・国土保全局長。水害ハザードマップやハイブリッドダムなど流域治水の取り組みに意欲を示した。
2023年7月4日、内閣官房内閣審議官（内閣官房副長官補付）兼国土強靱化推進室次長。2024年7月1日、国土交通省大臣官房付・即日辞職。